# Comuna Perevoloka, Buceaci
Perevoloka (în ucraineană Переволока) este o comună în raionul Buceaci, regiunea Ternopil, Ucraina, formată din satele Kurdîbanivka și Perevoloka (reședința).

## Demografie
Componența lingvistică a comunei Perevoloka
     Ucraineană (99,92%)
     Alte limbi (0,08%)
Conform recensământului din 2001, majoritatea populației comunei Perevoloka era vorbitoare de ucraineană (99,92%), existând în minoritate și vorbitori de alte limbi.